# Patricia Araújo
Patrícia Araújo (más néven Patrícia Oliveira; 1982. március 11. – 2019. július 6.) brazil színésznő és modell, emellett pedig pornószínésznőként is tevékenykedett.

## Élete
Araújo egy középosztálybeli családba született a brazil Rio de Janeiro városában. 12 éves korában Araújo megcsókolta egy azonos nemű osztálytársát, mielőtt átíratták az állami iskolába, ahol tanult. Ez az esemény pletykákat generált, amelyekre az iskolaszék felhívta a figyelmet, és Araújót üldözte a felügyelő. Arra gondolva, hogy a felügyelő csak segítségnyújtásra törekszik, Araújo bevallotta, hogy meleg. 1997-ben kivették az iskolából, hetedikes korában.
Az incidens után Araújo bevallotta szüleinek, Severino Araújo-nak és az otthon maradó Terezinha Araújo-nak, hogy nőnek tartja magát, és a férfiak vonzzák. Bátyja, akinek a nevét soha nem hozta nyilvánosságra, azt akarta, hogy elűzzék a háztól, ezért szülei támogatták.
Araújo nőként öltözött, és egy otthonában lakó transzvesztita segítségével elkezdett hormontablettákat szedni, hogy nőiesebbé váljon. 15 éves korában egy húsz évvel idősebb férfihoz ment feleségül, és São Paulóba költözött. A kapcsolat négy évig tartott, és hamarosan vége lett, utána Araújo visszatért Rio de Janeiróba, hogy munkát szerezzen. Nem talált munkát, így prostitúcióba kezdett, először Brazíliában és később Olaszországban, Patricia Chantily néven. 2009-ben megemlítették az újságokban, hogy Adriano labdarúgó meghívta otthoni magánpartijára, állítólag más prostituáltakkal együtt. 
2009-ben Araújo szerepelt a Rio Fashion Weeken. Színésznőként dolgozott az A Lei eo Crime és a Luz do Sol telenovellákban is, mindkettőt a brazil Rede Record televíziós hálózat készítette. 2009 áprilisában Pamela Sanches modellel együtt szerepelt A Gata da Hora magazinban.